# صدفة (مسلسل مصري)
صدفة هو مسلسل مصري يعرض في رمضان 2024، تدور الأحداث حول (صدفة)، التي تحمل سرًا خطيرًا تسعى لإخفائه عن الجميع، ولكن علاقتها بـ(مهران) تدفعها لكشف هذا السر، مما يجعله يسعى وراءها ليعرف الحقيقة.

## قصة المسلسل
تدور أحداث مسلسل "صدفة" حول مجموعة من المراهقين والصغار داخل مدرسة دولية يعملون على إثارة المشكلات وتواجههم تحديات وأزمات تقلب حياة الجميع رأسا على عقب، حتى تقرر مدرسة مادة التاريخ التدخل بطريقتها العفوية وحل المشكلات، بطولة ريهام حجاج.

## طاقم التمثيل
- ريهام حجاج
- خالد الصاوي
- عصام السقا
- سلوى خطاب
- رحاب الجمل
- فراس سعيد
- سليم هاني
- هشام منصور
- علاء خالد
- نور إيهاب
- تامر يسري
- رشدي الشامي
- عبير منير
- دارين حداد
- رباب ممتاز
- إبراهيم طلبة
- أحمد أبو زيد
- ميار الغيطي
- يوسف رأفت
- أشجي خالد
- كريم ايهاب
- وردشان مجدي
- أنس جمال
- محمود الشرقاوي

## روابط خارجية
- صدفة (مسلسل) على موقع قاعدة بيانات الأفلام العربية